# Port lotniczy Guangzhou
Port lotniczy Guangzhou (port lotniczy Kanton) (ang.: Guangzhou Baiyun International Airport, chiń.: 广州白云国际机场, kod IATA: CAN, kod ICAO: ZGGG) - międzynarodowe lotnisko położone 28 km od centrum Kantonu (pinyin Guangzhou). Jest jednym z największych portów lotniczych w Chinach.

## Linie lotnicze i kierunki lotów
| Linia Lotnicza                | Kierunek |
| ----------------------------- | --- |
| 9 Air                         | 1. Bangkok-Suvarnabhumi 2. Pekin-Daxing 3. Changchun 4. Chengde 5. Chengdu-Tianfu 6. Chongqing 7. Dalian 8. Haikou 9. Hulun Buir 10. Hangzhou 11. Harbin 12. Hefei 13. Hohhot 14. Huai’an 15. Jiayuguan 16. Jinchang 17. Kunming 18. Lanzhou 19. Lianyungang 20. Manzhouli 21. Nankin 22. Ningbo 23. Qingdao 24. Qinhuangdao 25. Qionghai 26. Sanya 27. Szanghaj-Pudong 28. Shangrao 29. Shenyang 30. Songyuan 31. Tumxuk 32. Turfan 33. Urumczi 34. Wientian 35. Wenzhou 36. Wuhan 37. Wuxi 38. Xi’an 39. Xinzhou 40. Xishuangbanna 41. Yingkou 42. Zhangye 43. Zhengzhou 44. Zhongwei |
| Aerofłot                      | 1. Moskwa-Szeremietiewo |
| AirAsia                       | 1. Johor Bahru 2. Kota Kinabalu 3. Kuala Lumpur |
| Air China                     | 1. Pekin 2. Pekin-Daxing 3. Chengdu-Shuangliu 4. Chengdu-Tianfu 5. Chongqing 6. Dazhou 7. Guangyuan 8. Hangzhou 9. Hohhot 10. Luzhou 11. Szanghaj-Hongqiao 12. Szanghaj-Pudong 13. Tiencin 14. Tonghua 15. Urumczi 16. Wanzhou 17. Wenzhou 18. Wuhan 19. Yuncheng |
| Air Serbia                    | 1. Belgrad |
| Air Tanzania                  | 1. Dar es Salaam |
| All Nippon Airways            | 1. Tokio-Haneda |
| Asiana Airlines               | 1. Seul-Inczon |
| Batik Air Malaysia            | 1. Kuala Lumpur Czartery: 1. Tawau |
| Beijing Capital Airlines      | 1. Chengdu-Shuangliu 2. Chongqing 3. Hangzhou 4. Harbin 5. Hohhot 6. Lijiang 7. Qingdao 8. Shijiazhuang 9. Yinchuan 10. Zhangjiakou |
| Biman Bangladesh Airlines     | 1. Dhaka |
| Cambodia Airways              | 1. Phnom Penh |
| Cambodia Angkor Air           | 1. Phnom Penh |
| Cathay Pacific                | 1. Hongkong |
| Cebu Pacific                  | 1. Manila |
| Centrum Air                   | 1. Taszkent |
| Chengdu Airlines              | 1. Chengdu-Shuangliu |
| China Airlines                | 1. Tajpej-Taoyuan |
| China Eastern Airlines        | 1. Bangkok-Suvarnabhumi 2. Pekin-Daxing 3. Changchun 4. Changzhou 5. Chengdu-Tianfu 6. Datong 7. Diqing 8. Hangzhou 9. Harbin 10. Hefei 11. Huai’an 12. Jinan 13. Jinggangshan 14. Kunming 15. Lanzhou 16. Lhasa 17. Lijiang 18. Mang 19. Nanchang 20. Nankin 21. Ningbo 22. Ordos 23. Qingdao 24. Szanghaj-Hongqiao 25. Szanghaj-Pudong 26. Taiyuan 27. Taizhou 28. Urumczi 29. Weihai 30. Wenzhou 31. Wuhan 32. Wuxi 33. Xi’an 34. Xishuangbanna 35. Yichang 36. Yinchuan |
| China Southern Airlines       | 1. Adelaide (powrót od 11 grudnia 2024) 2. Altay 3. Amsterdam 4. Ankang 5. Anqing 6. Anshan 7. Anyang 8. Arxan 9. Auckland 10. Baku 11. Bangkok-Don Muang 12. Bangkok-Suvarnabhumi 13. Baotou 14. Bazhong 15. Beihai 16. Pekin-Daxing 17. Belgrad 18. Bijie 19. Brisbane 20. Budapeszt 21. Baishan 22. Changchun 23. Changde 24. Changsha 25. Changzhi 26. Changzhou 27. Chengdu-Shuangliu 28. Chengdu-Tianfu 29. Chiang Mai 30. Chizhou 31. Chongqing 32. Dali 33. Dalian 34. Dandong 35. Daqing 36. Dazhou 37. Denpasar 38. Dhaka 39. Diqing 40. Doha 41. Dubaj 42. Enshi 43. Frankfurt 44. Fuyang 45. Fuzhou 46. Guiyang 47. Guyuan 48. Haikou 49. Hami 50. Hangzhou 51. Hanoi 52. Harbin 53. Hechi 54. Hefei 55. Heze 56. Ho Chi Minh 57. Hohhot 58. Hotan 59. Huai’an 60. Huangshan 61. Islamabad 62. Stambuł 63. Dżakarta 64. Jiamusi 65. Jieyang 66. Jinan 67. Jingzhou 68. Jining 69. Jixi 70. Karamay 71. Kaszgar 72. Katmandu 73. Kota Kinabalu 74. Kuala Lumpur 75. Kunming 76. Lahaur 77. Langkawi 78. Langzhong 79. Lanzhou 80. Lhasa-Gonggar 81. Lianyungang 82. Libo 83. Lijiang 84. Linfen 85. Linyi 86. Longyan 87. Londyn-Gatwick 88. Londyn-Heathrow 89. Los Angeles 90. Luoyang 91. Luksemburg 92. Luzhou 93. Manado 94. Manila 95. Meixian 96. Melbourne 97. Mianyang 98. Moskwa-Szeremietiewo 99. Mudanjiang 100. Nagoja-Centrair (powrót od 20 grudnia 2024) 101. Nairobi 102. Nanchang 103. Nanchong 104. Nankin 105. Nanning 106. Nantong 107. Nanyang 108. Nowy Jork-JFK 109. Ningbo 110. Nyingchi 111. Ordos 112. Osaka-Kansai 113. Panzhihua 114. Paryż-Charles de Gaulle 115. Penang 116. Perth (powrót od 28 listopada 2024) 117. Phnom Penh 118. Phuket 119. Port Moresby 120. Qingdao 121. Qiqihar 122. Quanzhou 123. Quzhou 124. Rizhao 125. Rzym-Fiumicino 126. San Francisco 127. Sanya 128. Seul-Inczon 129. Szanghaj-Hongqiao 130. Szanghaj-Pudong 131. Shennongjia 132. Shenyang 133. Shijiazhuang 134. Shiyan 135. Siĕm Réab 136. Singapur 137. Sydney 138. Tajpej-Taoyuan 139. Taiyuan 140. Taizhou 141. Tengchong 142. Tiencin 143. Tokio-Haneda 144. Tokio-Narita 145. Tongliao 146. Toronto-Pearson 147. Urumczi 148. Wientian 149. Wanzhou 150. Wenshan 151. Wenzhou 152. Wuhan 153. Wuhu 154. Wushan 155. Wuxi 156. Xiamen 157. Xi’an 158. Xiangxi 159. Xiangyang 160. Xingtai 161. Xingyi 162. Xining 163. Xishuangbanna 164. Xuzhou 165. Yan’an 166. Yancheng 167. Rangun 168. Yangzhou 169. Yanji 170. Yantai 171. Yibin 172. Yichang 173. Yichun 174. Yinchuan 175. Yiwu 176. Yulin 177. Yuncheng 178. Zhangjiajie 179. Zhanjiang 180. Zhaotong 181. Zhengzhou 182. Zunyi-Maotai 183. Zunyi-Xinzhou Sezonowo: 1. Christchurch |
| China United Airlines         | 1. Wenzhou |
| Chongqing Airlines            | 1. Chongqing 2. Dali 3. Lijiang 4. Mang 5. Nanchong 6. Ningbo 7. Shennongjia 8. Xishuangbanna |
| EgyptAir                      | 1. Kair |
| Emirates                      | 1. Dubaj |
| Ethiopian Airlines            | 1. Addis Abeba |
| EVA Air                       | 1. Tajpej-Taoyuan |
| Garuda Indonesia              | 1. Dżakarta |
| Gulf Air                      | 1. Bahrajn |
| Hainan Airlines               | 1. Baise 2. Pekin 3. Chengdu-Shuangliu 4. Chengdu-Tianfu 5. Chongqing 6. Dalian 7. Dongying 8. Haikou 9. Handan 10. Hangzhou 11. Hanzhong 12. Harbin 13. Hefei 14. Hohhot 15. Hotan 16. Jinan 17. Jinzhou 18. Lanzhou 19. Nankin 20. Qianjiang 21. Qingdao 22. Sanming 23. Sanya 24. Szanghaj-Hongqiao 25. Szanghaj-Pudong 26. Shenyang 27. Tajpej-Taoyuan 28. Taiyuan 29. Tiencin 30. Urumczi 31. Wuhai 32. Xi’an 33. Yichun 34. Zhengzhou |
| Hebei Airlines                | 1. Shijiazhuang |
| Iraqi Airways                 | 1. Bagdad |
| Japan Airlines                | 1. Tokio-Haneda |
| Juneyao Airlines              | 1. Szanghaj-Hongqiao |
| Kenya Airways                 | 1. Bangkok-Suvarnabhumi 2. Nairobi |
| Korean Air                    | 1. Seul-Inczon |
| Kunming Airlines              | 1. Kunming |
| Kuwait Airways                | 1. Kuwejt |
| Lanmei Airlines               | 1. Phnom Penh |
| Lao Airlines                  | 1. Pakxe 2. Wientian |
| Lion Air                      | Czartery: 1. Manado |
| Loong Air                     | 1. Changchun 2. Enshi 3. Hulun Buir 4. Hangzhou 5. Hohhot 6. Kaszgar 7. Lanzhou 8. Xiangyang 9. Xuzhou 10. Zhengzhou |
| Lucky Air                     | 1. Kunming |
| Mahan Airlines                | 1. Teheran-Imam Khomeini |
| Malaysia Airlines             | 1. Kuala Lumpur |
| Myanmar Airways International | 1. Rangun |
| Okay Airways                  | 1. Tiencin |
| Qatar Airways                 | 1. Hamad |
| S7 Airlines                   | 1. Irkuck (powrót od 15 grudnia 2024) |
| Saudia                        | 1. Dżudda 2. Rijad |
| Scoot                         | 1. Singapur |
| Shandong Airlines             | 1. Jinan 2. Qingdao 3. Wuyishan 4. Xiamen 5. Yantai |
| Shanghai Airlines             | 1. Hangzhou 2. Szanghaj-Hongqiao |
| Shenzhen Airlines             | 1. Changchun 2. Changzhou 3. Chengdu-Shuangliu 4. Chongqing 5. Dalian 6. Hangzhou 7. Harbin 8. Hefei 9. Jinan 10. Jingdezhen 11. Kunming 12. Nankin 13. Nantong 14. Qingdao 15. Quanzhou 16. Szanghaj-Hongqiao 17. Shenyang 18. Taizhou 19. Wenzhou 20. Wuxi 21. Xi’an 22. Yangzhou 23. Yantai 24. Yinchuan |
| Sichuan Airlines              | 1. Chengdu-Shuangliu 2. Chengdu-Tianfu 3. Chongqing 4. Hangzhou 5. Harbin 6. Kunming 7. Xichang 8. Xining 9. Yibin 10. Yinchuan |
| Singapore Airlines            | 1. Singapur |
| Spring Airlines               | 1. Aksu 2. Bangkok-Don Muang 3. Bangkok-Suvarnabhumi 4. Chiang Mai 5. Fukuoka 6. Ho Chi Minh 7. Jeju 8. Lanzhou 9. Ningbo 10. Phuket 11. Szanghaj-Hongqiao 12. Szanghaj-Pudong 13. Shijiazhuang |
| SriLankan Airlines            | 1. Kolombo |
| Thai AirAsia                  | 1. Bangkok-Don Muang |
| Thai Airways International    | 1. Bangkok-Suvarnabhumi |
| Thai Lion Air                 | 1. Bangkok-Don Muang |
| Thai VietJet Air              | 1. Bangkok-Suvarnabhumi |
| Tianjin Airlines              | 1. Tiencin-Binhai |
| TransNusa                     | 1. Dżakarta 2. Manado |
| Turkish Airlines              | 1. Stambuł |
| Urumqi Air                    | 1. Urumczi 2. Yutian |
| US-Bangla Airlines            | 1. Dhaka |
| Vietnam Airlines              | 1. Đà Nẵng 2. Hanoi 3. Ho Chi Minh |
| West Air                      | 1. Chongqing 2. Zhengzhou |
| Xiamen Air                    | 1. Chongqing 2. Fuzhou 3. Hangzhou 4. Quanzhou 5. Tiencin 6. Xiamen 7. Zhengzhou |

### Cargo
- Air France Cargo (Paryż-Roissy-Charles de Gaulle)
- Asiana Cargo (Seul-Incheon)
- China Postal Airlines (Szanghaj-Hongqiao, Wuhan)
- JAL Cargo (Tokio-Narita)
- Korean Air Cargo (Seul-Incheon)
- Lufthansa Cargo (Frankfurt nad Menem, Nowe Delhi, Taszkent)
- MASkargo (Kuala Lumpur)
- NWA Cargo (Memphis (Tennessee), Tokio-Narita)
- Saudi Arabian Airlines Cargo (Bangkok-Suvarnabhumi, Rijad)
- United Parcel Service (Anchorage)
- Volga-Dnepr (Abakan)

## Galeria

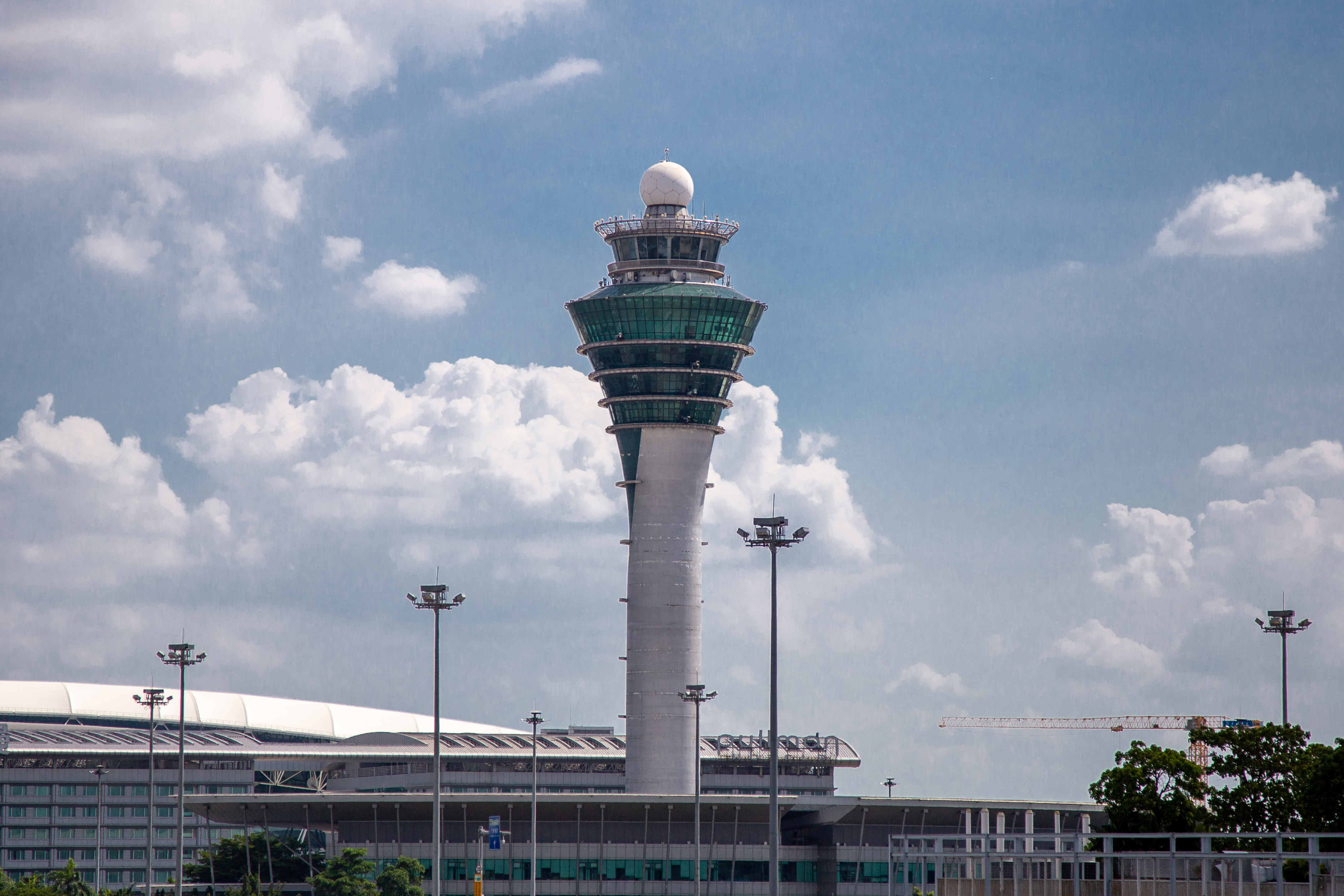
Wieża kontroli lotów portu lotniczego Guangzhou
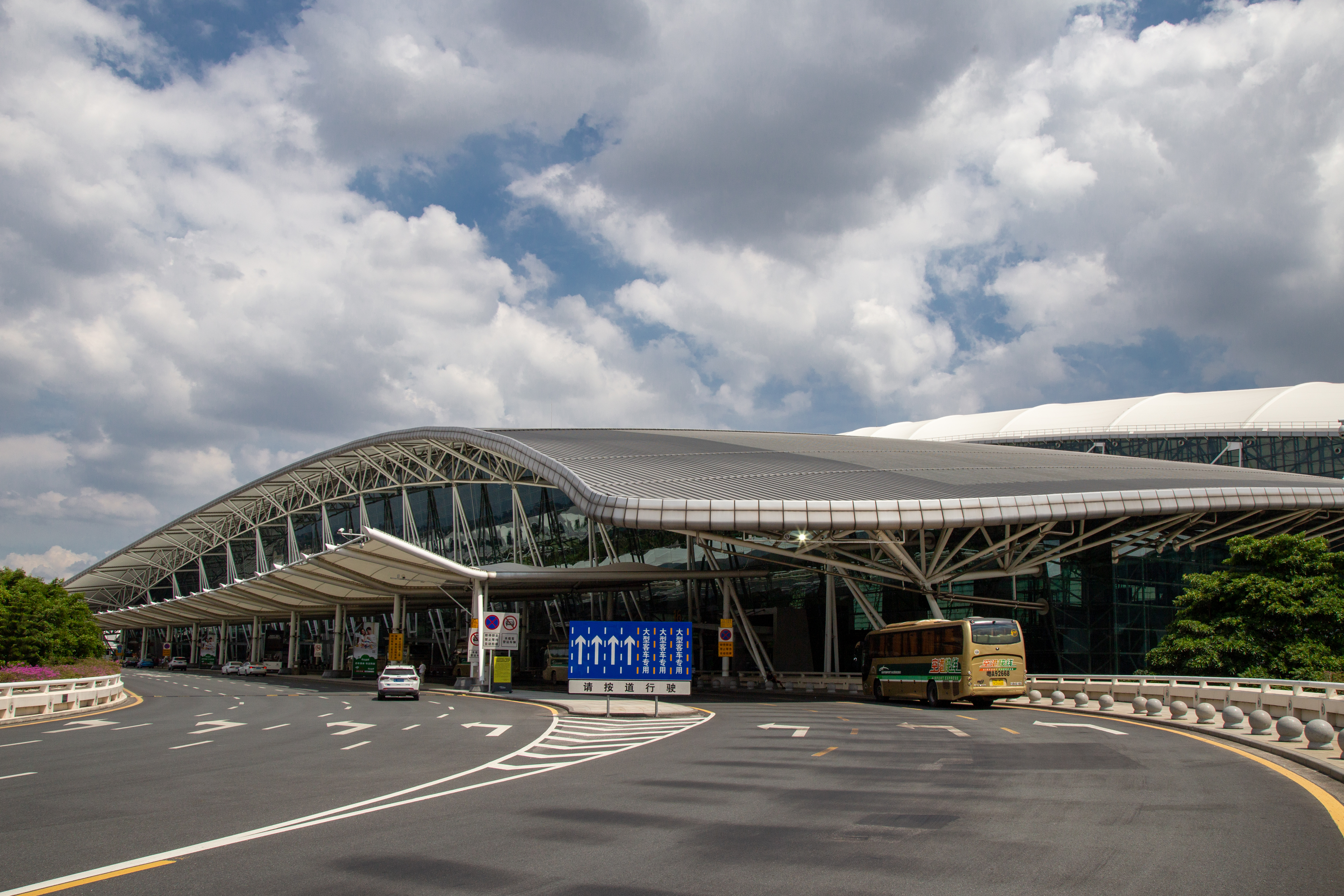
Terminal 1
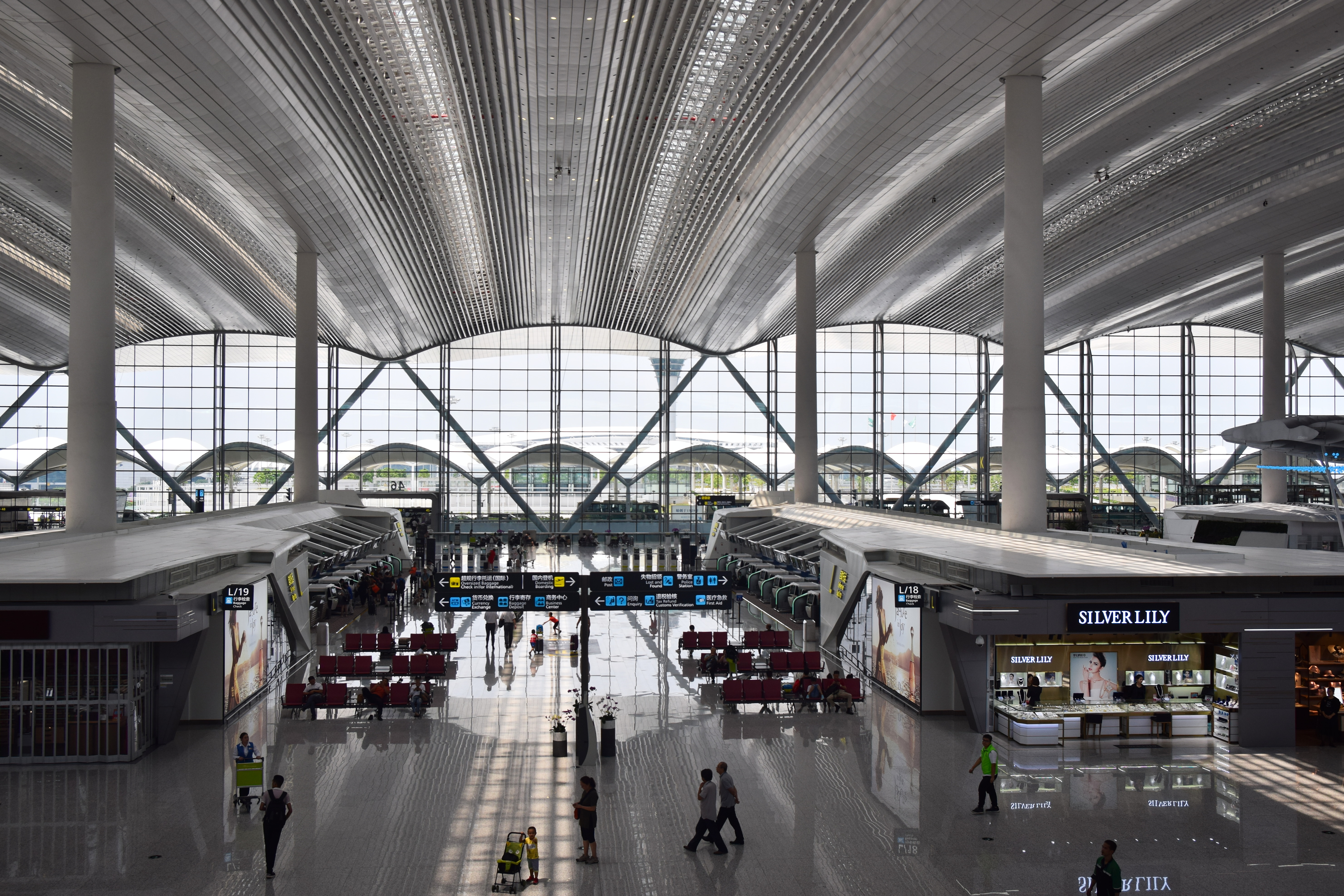
Wnętrze Terminalu 2
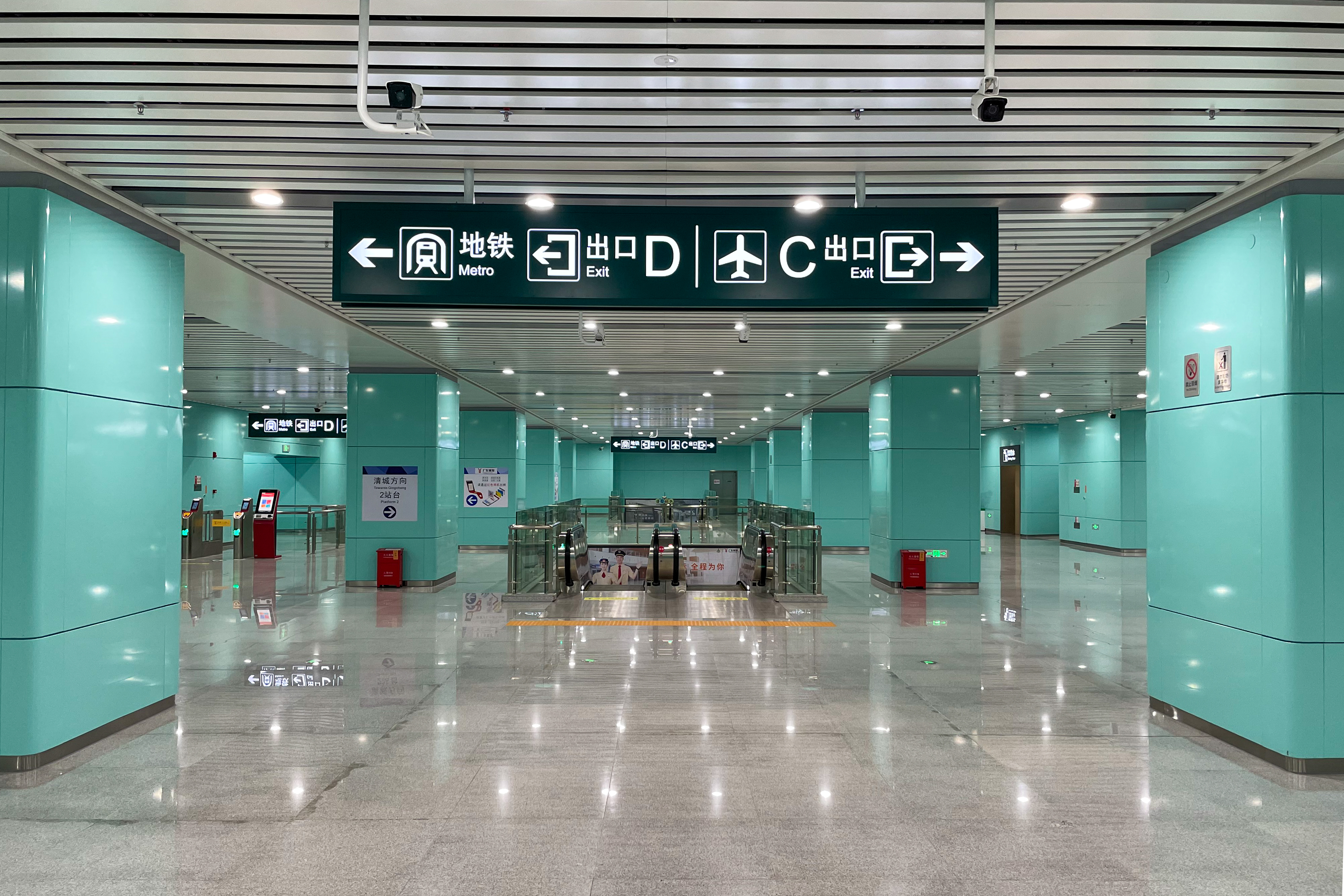
Stacja kolejowa Baiyun Airport North